# Der Friede sei mit dir, BWV 158
Der Friede sei mit dir, BWV 158 (Sia la pau amb tu), és una cantata religiosa de Johann Sebastian Bach per al dimarts de Pasqua, estrenada probablement a Leipzig entre 1730 i 1735.

## Origen i context
L'autor, les circumstàncies i la data de composició d'aquesta cantata són desconegudes, sembla clar que ens ha arribat incompleta, i la portada de la còpia coneguda més antiga la destina al dimarts de Pasqua i a la Candelera, sense saber-se quina fou la destinació inicial; la seva brevetat i la successió de moviments: recitatiu, ària-coral, recitatiu, coral, la fan una de les cantates de Bach més rara. Sembla que fou composta a Leipzig entre 1730 i 1735, sense descartar, però, que sigui anterior, de l'època de Weimar. En el segon número s'intercala, en forma de trop, la primera estrofa de l'himne Welt, ade, ich bin dein müde de Johann Georg Albinus (1649), per al coral final s'empra la cinquena estrofa de Christ lag in Todes Banden de Luter (1524). Els dos números centrals al·ludeixen al passatge bíblic en què Siméo (Lluc 2,29) troba Jesús al Temple, complint-se així la revelació que l'Esperit Sant li havia fet quan li anuncià que no moriria sense haver vist el Messies. Per al dimarts de Pasqua es conserven dues cantates més, la BWV 134 i la BWV 145.

## Anàlisi
Obra escrita per a soprano, baix i cor; oboè, violí i baix continu. Consta de quatre números; aparentment és tan sols per a baix, ja que el soprano només intervé en el coral del segon número.
1. Recitatiu (baix): Der Friede sei mit dir (Sia la pau amb tu)
2. Ària (baix) i coral (soprano): Welt, ade, ich bin dein müde (Món, adéu, n'estic cansat de tu)
3. Recitatiu i “arioso” (baix): Nun, Herr, regiere meinen Sinn (Ara, Senyor, regiu el meu esperit)
4. Coral: Hier ist das rechte Osterlamm (Vet aquí el veritable Anyell pasqual)

L'obra comença amb un recitatiu secco de baix que entona les paraules inicials de la cantata. El segon número és molt rellevant, és la combinació d'una ària de baix i un coral, amb el text esmentat, a càrrec del soprano acompanyat de l'oboè, si bé en algunes gravacions ho interpreta el cor. El moviment comença amb un ritornello del violí de gran virtuosisme, a continuació apareix el baix que repeteix diverses vegades Welt, ade, ich bin dein müde (Món, adéu, n'estic cansat de tu) i, paral·lelament, se superposa i intercala el coral; el simbolisme i la força expressiva recorden la cèlebre ària Erbarme dich de la Passió segons Sant Mateu (BWV 244). En el recitatiu del número 3 el baix associa la pau amb el nom de Simeó i dona pas al coral final, que és un dels clàssics de la Pasqua amb el text indicat de Luter, i un melodia coneguda des del segle xii. És una de les cantates més breus de Bach i té una durada d'uns dotze minuts.

## Discografia seleccionada
- J.S. Bach: Das Kantatenwerk. Sacred Cantatas Vol. 8. Gustav Leonhardt, Tölzer Knabenchor (Gerard Schmidt-Gaden, director), Collegium Vocale Gent (Philippe Herreweghe, director), Leonhardt-Consort, Christoph Wegmann (solista del cor), Max van Egmond. (Teldec), 1994.
- J.S. Bach: The complete live recordings from the Bach Cantata Pilgrimage. CD 15: Johann-Sebastian-Bach-Kirche, Arnstad; 29 i 30 d'abril de 2000. John Eliot Gardiner, Monteverdi Choir, English Baroque Soloists, Stephen Vercoe. (Soli Deo Gloria), 2013.
- J.S. Bach: Complete Cantatas Vol. 21. Ton Koopman, Amsterdam Baroque Orchestra & Choir, Klaus Mertens. (Challenge Classics), 2006.
- J.S. Bach: Cantatas Vol. 41. Masaaki Suzuki, Bach Collegium Japan, Carolyn Sampson, Peter Kooij. (BIS), 2008.
- J.S. Bach: Church Cantatas Vol. 48. Helmuth Rilling, Gächinger Kantorei Stuttgart, Bach-Collegium Stuttgart, Philippe Huttenlocher. (Hänssler), 1999.
- J.S. Bach: Actus tragicus, cantatas BWV 106, 131, 99, 56, 82 & 158. Joshua Rifkin, The Bach Ensemble, Laurie Monahan, Jan Opalach. (Decca), 1985.
- J.S. Bach: Cantatas for Solo Bass . Philippe Herreweghe, La Chapele Royale, Peter Kooij. (Harmonia Mundi, 1981.
- J.S. Bach: Cantatas BWV 82, 158 & 56. Roger Norrington, Camerata Academica Salzburg, Matthias Goerne. (Decca), 1999.
- J.S. Bach: Cantatas BWV 123, 158 & 203. Arias and Choruses BWV 8, 13, 73, 157 & 159 . Karl Foster, Chor der St. Hedwigs-Kathedrale Berlin, Berliner Philharmoniker, Dietrich Fischer-Dieskau. (EMI), 1958.